# Pinus greggii
Pinus greggii Engelm. ex Parl. – gatunek drzewa z rodziny sosnowatych (Pinaceae). Sosna ta jest endemitem meksykańskim i występuje w Meksyku na południowo-wschodnim krańcu Coahuila, południu Nuevo León, południowym wschodzie San Luís Potosí, w Querétaro, Hidalgo oraz na północy Puebla.

## Morfologia
PieńOdmiana typowa osiąga wysokość 6–15 m, zaś odmiana var. australis dorasta do 9–20 m. Kora na gałęziach i górnej części pnia jest gładka i szara.
LiścieIgły są zebrane po 3 na krótkopędzie, długości 7–10 cm, proste.
SzyszkiSzyszki nasienne długości 6–12 cm, jajowato-stożkowate, skrzywione.
Gatunki podobnePinus patula, jednak ma dłuższe, zwisające igły.

## Ekologia
Populacje północne (var. greggii) występują na wysokości 1900–2600 m n.p.m. Drzewa te tolerują mrozy i susze. Rzadko występują razem z innymi sosnami, częściej z gatunkami świerka (Abies spp.), dębu (Quercus spp.) i jedlicą (Pseudotsuga flahaulti).
Populacje południowe (var. australis) występują na wysokości 1250–2380 m n.p.m. 

## Systematyka i zmienność
Gatunek ten opisał George Engelmann w 1868 r., nadając mu nazwę gatunkową greggii na cześć Josiaha Gregga (1806–1850).
Pozycja gatunku w obrębie rodzaju Pinus:
- podrodzaj Pinus
  - sekcja Trifoliae
    - podsekcja Australes
      - gatunek P. greggii

Wyróżnia się dwie odmiany, o różnym zasięgu:
- Pinus greggii var. greggii – odmiana typowa, występuje na północy zasięgu (Coahuila, Nuevo Leon),
- Pinus greggii var. australis Donahue & Lopez – występuje na wschodzie środkowego Meksyku (Puebla, San Luis Potosi, Hidalgo, Queretaro, Veracruz).

Populacje północna i południowa są oddalone od siebie o ok. 360 km. Przyczyna takiej luki w zasięgu nie jest znana. Blisko spokrewniona sosna Pinus patula także występuje na tym obszarze.

## Zagrożenia
Międzynarodowa organizacja IUCN umieściła ten gatunek w Czerwonej księdze gatunków zagrożonych i w 2007 r. przyznała mu kategorię zagrożenia NT (near threatened), uznając go za gatunek o wyższym ryzyku wyginięcia. Odmianie var. australis nadano wówczas kategorię zagrożenia VU (volunerable), uznając za bardziej zagrożoną niż gatunek jako całość. Po ponownej ewaluacji w 2011 r. gatunkowi przyznano kategorię VU, uzasadniając to niewielkim obszarem występowania, fragmentacją zasięgu i postępującym spadkiem liczebności populacji, szczególnie odmiany var. australis. Niezależnie oceniono także stan zagrożenia obydwu odmian, P. greggii var. greggii uznano za bliską zagrożeniu i przyznano kategorię NT, zaś var. australis za zagrożoną i przyznano kategorię EN (endangered).  Populacje var. australis są często oddalone od siebie i otoczone przez użytki rolne, przez co wypas zwierząt ogranicza regenerację lasu.